# Marjan Dolgan
Marjan Dolgan, slovenski literarni zgodovinar in kritik, * 31. marec 1950, Dolnja Košana.

### Življenjepis
Rodil se je v Dolnji Košani pri  Pivki, kjer je tudi obiskoval osnovno šolo. Po gimnaziji v Postojni je na Filozofski fakulteti v Ljubljani študiral slovenistiko in  primerjalno književnost. Tu je tudi magistriral 1975 in doktoriral 1983. Od leta 1977 je delal na literarnem inštitutu (ZRC) SAZU, od 1989 kot višji znanstveni sodelavec, nazadnje kot znanstveni svetnik. V letih 1990-91 je bil na izpopolnjevanju v Giessnu v Nemčiji. 
Raziskoval je slovensko književnost 20. stoletja, zlasti ekspresionizem, prozo z vojno tematiko in sodobno literarno ustvarjanje. Ukvarjal se je z I. Pregljem, S. Grumom, S. Majcnom, F. Koblarjem in V. Zupanom. Pripravil je tematske antologije slovenskih literarnih programov in manifestov, slavilne državniške ter pornografske poezije s spremnimi študijami. Piše recenzije in kritike ter enciklopedične prikaze o mlajših sodobnih avtorjih. Veliko je sodeloval na RTV, kjer je pripravljal tematske cikle o literaturi z vojno tematiko, o sodobni slovenski prozi, dramatiki, esejistiki, polemiki.